# Константиновский межевой институт
Императорский Константи́новский межево́й институ́т — высшее учебное заведение в Москве, существовавшее с 1779 по 1930 год.

## История
Предшественником института была основанная 14 (25) мая 1779 года при Межевой канцелярии Константиновская землемерная школа. Своё название получила в честь родившегося в тот год внука императрицы Екатерины II цесаревича Константина. В 1776 году её существование было закреплено в законодательном акте.
С 1819 года — Константиновское землемерное училище; 10 мая 1835 года по указу императора Николая I училище было преобразовано в Константиновский межевой институт — первое высшее межевое учебное заведение России. С этого дня учебное заведение было полностью переведено на казённое содержание. По штату институт имел 200 воспитанников, в том числе обучающихся за государственный счёт — 150 человек и за свой счёт — 50 человек, а также директора, инспектора, 8 надзирателей, 15 учителей, эконома, письмоводителя. Продолжительностью обучения составляла 4 года.
В 1836 году бывшее здание усадьбы князя А. Б. Куракина (№ 21/4 по Старой Басманной улице) было перестроено под размещение института по проекту архитектора Е. Д. Тюрина. Первым директором Константиновского института был С. Т. Аксаков, по приглашению которого в 1838 году русскую словесность здесь преподавал, правда всего несколько месяцев, В. Г. Белинский. Большой вклад в развитие института внёс его попечитель с 1842 года М. Н. Муравьёв; при нём в институте были организованы кабинет («музеум») геодезических инструментов, литография, аптека; в 1844 году Муравьёвым был утверждён новый устав Константиновского межевого института. По новому уставу в институте вводилось шестилетнее обучение, был введён ряд новых учебных дисциплин (архитектура, минералогия и др.). В 1840-х годах при Межевом институте была основана обсерватория.
В 1849 году Николай I при случайном посещении «обнаружил, что воспитанники не имеют надлежащей выправки, не получая фронтового образования». Указом царя институт и вся профессия межевых инженеров были преобразованы в военизированный Корпус межевых инженеров (Межевой корпус); М. Н. Муравьёв надел эполеты генерал-лейтенанта. Межевой корпус стал четвёртым и последним военизированным корпусом после корпусов инженеров путей сообщения (1809), горных инженеров (1834), лесничих (1839). После реформы 1861 года особый военный статус профессиональных корпусов потерял значение, и в 1867 году все корпуса были упразднены, Межевой корпус вновь стал чисто учебным заведением.
С 1836 по 1878 год Константиновский межевой институт выпустил на службу 1172 человека, с 1879 по 1897 год — 455 человек.
В 1873 году институт был переведён в здание усадьбы Демидовых; дом № 4 по Гороховскому переулку был приобретён Межевой канцелярией ещё в 1858 году — для московской школы топографов, третий этаж был перепланирован, «но большая часть парадных помещений сохранила свой первоначальный декор — за исключением круглого двусветного зала, где была устроена церковь» — во имя Святых равноапостольных Константина и Елены. Священником в нём и институтским законоучителем, с момента освящения церкви в 1873 году был А. Г. Полотебнов.
Адресная книга «Вся Москва» в 1914 году сообщала:

На 1 курс принимаются лица русского подданства христианского вероисповедания, окончившие среднее учебное заведение. Принятые уплачивают 30 руб. в год за обучение. Подавшие прошение подвергаются испытанию по сочинению и математике. Имеющие в своих свидетельствах отметку только одного иностранного языка обязуются сдать экзамен по другому языку. Казённая стипендия может быть назначена не ранее как со второго полугодия пребывания в институте. Интерната не существует.
Указом Николая II от 15 ноября 1916 года было утверждено название Императорский Константиновский межевой институт. В новом уставе 1916 года были впервые предусмотрены профессорские должности; первые восемь профессоров были назначены с 1 января 1917. Директором института был назначен Н. Н. Веселовский. В августе 1917 года институт был впервые разделён на кафедры — семь на геодезическом отделении и девять на земельном.
С 1918 года стал называться «Межевой институт наркомата просвещения РСФСР» и находился в ведении Главного комитета профессионально-технического образования (Главпрофобра) Наркомпроса РСФСР. Ректоры назначались Главпрофобром и были подотчетны ему. Летом 1922 года в институте была проведена перерегистрация студентов. Согласно протоколам комиссии к началу перерегистрации численность студентов составляла 1030 студентов: 151 студент- Геодезический факультет, 217 студентов- Землеустроительный факультет, 662 студента- Мелиорационный факультет. С 1922 года в институте функционировало только два факультета: землеустроительный и геодезический. Инженерно-мелиорационный факультет был переведен в Тимирязевскую, бывшую Петровскую, сельскохозяйственную академию. Решение о создании двух факультетов послужило началом специализации межевых инженеров, что соответствовало давнему желанию научных работников института и широких профессиональных кругов. Удалось существенным образом пересмотреть учебные планы института. Факультеты были разделены по специализациям. Землеустроительный факультет имел следующие специализации: земельно-техническую, земельно-правовую, земельно-экономическую и колонизационно-переселенческую. На Геодезическом факультете были следующие специализации: астрономо-геодезическая, топографическая, инструментоведение и инженерных изысканий. Курс на пролетаризацию вуза согласно уставу 1918 г. не замедлил сказаться. После революции в числе студентов института появились женщины. Сначала их было несколько, затем целая женская группа.
Согласно постановлению СНК от 2 февраля 1930 года Межевой институт был передан в ведение Наркомзема СССР и разделён на два высших учебных заведения: из геодезического отделения был образован Московский геодезический институт (ныне Московский государственный университет геодезии и картографии), из землеустроительного отделения создан Московский институт инженеров землеустройства (ныне Государственный университет по землеустройству).

## Директора
Константиновское землемерное училище
- 20.11.1778 — 29.05.1789: Сергей Иванович Рожнов
- 1789 — 08.11.1798: Матвей Васильевич Дмитриев-Мамонов
- 09.11.1798 — 01.11.1803: Николай Иванович Маслов
- 12.01.1804 — 18.05.1814: Пётр Алексеевич Обресков
- с 1814 г. по 1818 г. главный директор Межевой Канцелярии не назначался
- 1818 — 16.11.1822: Александр Васильевич Алябьев
- 31.01.1823 — 04.11.1833: Богдан Андреевич Гермес
- 1833—1835: Иван Устинович Пейкер

Константиновский межевой институт
- 1835—1838: Сергей Тимофеевич Аксаков
- 1839—1840: Василий Иванович Ланге[7]
- 1840—1856: Николай Павлович Смецкой[8]
- 1856—1864: Николай Григорьевич Лашкарёв[9]
- 1864—1876: Александр Львович Апухтин
- 1879—1887: Евстафий Степанович Костров
- 1888—1897: Михаил Алексеевич Лялин
- 1897—1900: Александр Николаевич Шварц
- 1900—1912: Василий Бернгардович Струве[10]
- 1912—1916: И. Г. Герман(ов)[11] — первый директор из межевых инженеров; окончил Межевой институт в 1879 году.
- 1916—1917: Николай Николаевич Веселовский
- май 1917 — июнь 1918: Константин Алексеевич Цветков[12]

Московский межевой институт
- 09.10.1918 — февраль 1919: Никанор Матвеевич Кислов
- февраль — июнь 1919: Михаил Николаевич Сергеев[13]
- 1919—1921: Феодосий Николаевич Красовский
- 1921—1924: Сергей Александрович Новиков[14]
- 1924—1925: Пётр Алексеевич Кобозев[15]
- 1925—1927: Иван Алексеевич Миртов
- 1927—1928: Мартын Иванович Лацис
- 1928—1929: Рейнгольд Иосифович Берзин
- 1929—1930: Николай Тимофеевич Козырев